# 山岳部夏時間
| UTC-3:30 | ニューファンドランド標準時 （ニューファンドランド夏時間はUTC-2:30） |
| UTC-4    | 大西洋標準時（大西洋夏時間はUTC-3）                                 |
| UTC-5    | 東部標準時（東部夏時間はUTC-4）                                     |
| UTC-6    | 中部標準時（中部夏時間はUTC-5）                                     |
| UTC-7    | 山岳部標準時（山岳部夏時間はUTC-6）                                 |
| UTC-8    | 太平洋標準時（太平洋夏時間はUTC-7）                                 |
| UTC-9    | アラスカ標準時（アラスカ夏時間はUTC-8）                             |
| UTC-10   | ハワイ・アリューシャン標準時                                        |

| UTC+10 | チャモロ標準時 |
| UTC-11 | サモア標準時   |

山岳部夏時間（さんがくぶなつじかん、Mountain Daylight Time：略称MDT）は、山岳部標準時の夏時間のことである。
協定世界時（UTC）を6時間遅らせた標準時で、山岳部標準時より1時間進めた時間である。
2006年までは、4月の第1日曜日午前2時から10月の最終日曜日午前2時までの期間の適用であったが、2007年以降は、3月の第2日曜日午前2時から11月の第1日曜日午前2時までの期間の適用に変更された。